# ガールズガード 女の子の保健室
『ガールズガード 女の子の保健室』（ガールズガード おんなのこのほけんしつ）は、女性、特にティーンエイジャーに正しい性の知識を身に付けてもらうことを目的とした深夜放送。

## 概要
毎週女性リスナーの性の悩みに関するメールに、医師の“ドクター赤枝”こと赤枝恒雄が答えていくという番組である。
また、当番組は正しい性の知識や危険性について、もっと良く知ってもらおうという啓蒙運動「ガールズガード」と連動している。文化放送による番組公式ホームページは開設されず、番組表に番組宛メールアドレスが掲載されているのみであった。
番組の性質上、「スポンサー」はつかず、「サークルKサンクス」などが「応援、支援」していた。

## 歴史
- 2002年10月 - インターFMにて「Girls guard」放送開始（土曜 25:00 - 25:30）
- 2004年3月 - 「Girls guard」放送終了
- 2004年4月 - 文化放送にて「ガールズガード 女の子の保健室」放送開始（月曜 25:30 - 26:00）
- 2009年10月 - 金曜 26:00 - 26:30に枠移動
- 2012年3月30日 - 放送終了

## 放送時間
文化放送
- 金曜 26:00 - 26:30

## 出演者
- 赤枝恒雄（2002年10月 - 2012年3月）
- ユカ・ロジャース（2002年10月 - 2003年3月）
- 永田杏子（2003年4月 - 2004年3月、2004年4月 - 2007年3月）
- 宮本せいら（2007年4月 - 2010年3月）
- 濱本りか（文化放送アナウンサー（当時） 2010年4月 - 8月）
- 石田絵里奈（文化放送アナウンサー（当時） 2010年9月 - 2012年3月）